# Hadiza Aliyu

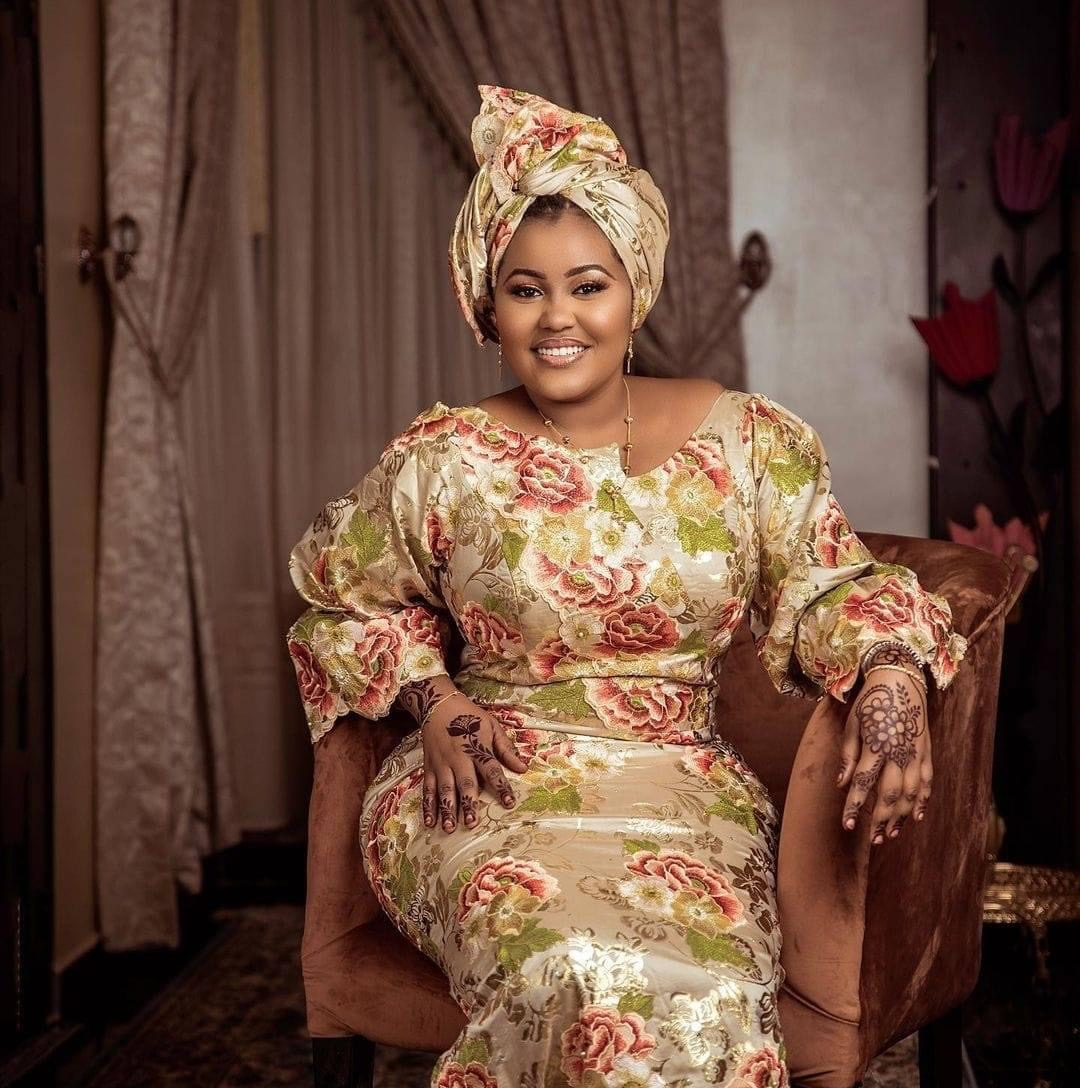

Hadiza Aliyu hay còn gọi bằng tên khác là Hadiza Gabon (sinh ngày 1 tháng 6 năm 1989) là tên của một nữ diễn viên Kannywood (nền công nghiệp điện ảnh với ngôn ngữ là tiếng Hausa) và cũng là nhà làm phim người Nigeria. Bên cạnh đó, bà là đại diện của công ty viễn thông di động MTN Negiria và công ty mì ăn liền Indomie của Indonesia.

## Lí lịch
Bà sinh ra ở thành phố Libreville, thủ đô của cộng hòa Gabon. Bà là con của một chính khách lớn tuổi, là ông Malam Aliyu. Mẹ bà là người Fula ở bang Adamawa, Nigeria.
Sau khi học xong cấp tiểu học và trung học, bà vào đại học để học ngành yêu thích của bà là ngành luật. Tuy nhiên bà phải tạm ngừng vì một số vấn đề phát sinh. Sau đó, bà học tiếng Pháp rồi trở thành giáo viên tiếng Pháp tại một trường tư thục.

## Sự nghiệp diễn xuất
Hadiza Aliyu chuyển đến bang Kaduna rồi tham gia Kannywood với người anh họ của bà. Sau đó bà gặp nhà sản xuất phim và cũng là diễn viên Ali Nuhu, nhờ sự trợ giúp này, bà đã xuất hiện trong một bộ phim tên là Artabu vào năm 2009.

## Phim ảnh
Dưới đây là những sản phẩm điện ảnh mà bà đã góp mặt:
Artabu (Năm 2009)
Wasila (Năm 2010)	
Umarnin Uwa (Năm 2010)	
Aisha Humaira (Năm 2012)
'Yar Maye (Năm 2012)	
Badi Ba Rai (Năm 2012)	
Akirizzaman (Năm 2012)
Dare Daya (Năm 2012)
Wata Tafi Wata (Năm 2012)
Da Kai Zan Gana	(Năm 2013)
Haske (Năm 2013)
Ban Sani Ba (Năm 2013)	
Mai Dalilin Aure (Năm 2014)
Daga Ni Sai Ke (Năm 2014)
Ali Yaga Ali (Năm 2014)	
Basaja (Năm 2014)
Uba Da 'Da (Năm 2014)
Indon Kauye (Năm 2014)
Ba'asi (Năm 2014)
Jarumta (Năm 2014)
Gida da waje (Năm 2017)	
Ciki Da Raino (Năm 2017)

## Giải thưởng
Năm 2013, Hadiza Aliyu nhận được giải giải thưởng xuất sắc nhất Nollywood (nền công nghiệp điện ảnh của Nigeria) rồi năm sau, bà nhận được giải thưởng của Kannywood. Cũng vào năm 2013, bà được cựu thống đốc bang Kano là ông Rabiu Kwankwaso trao tặng huân chương vì tại năng diễn xuất của bà. Bên cạnh đó, bà còn nhận được giải nữ diễn viên xuất sắc nhất của Hollywood châu Phi (tiếng Anh: African Hollywood).